# Autorenfilm
Der Begriff Autorenfilm ist eine Gattungsbezeichnung für Filme, in denen der Regisseur sämtliche künstlerischen Aspekte des Films wie Drehbuch oder Schnitt wesentlich mitbestimmt und in denen er, vergleichbar einem Romanautor oder einem bildenden Künstler, als (alleiniger) Autor des Werks angesehen werden kann oder soll. In Deutschland befasst sich der Bundesverband Deutscher Film-Autoren mit der Bewahrung und Entwicklung dieser Filmgattung. Der Begriff Autorenfilm selbst sowie seine genaue Definition sind in der Filmwissenschaft jedoch umstritten.
In den 1910er Jahren wurde der Begriff Autorenfilm in einem anderen Sinne gebraucht: Autorenfilme nannte man damals jene Filme, die einen Bezug zu einem möglichst renommierten literarischen Autor hatten – entweder als Originaldrehbuch eines Schriftstellers oder als Adaption eines literarischen bzw. dramatischen Werkes.
Während die Filme in den Anfangsjahren des Kinos fast allesamt Autorenfilme im heutigen Sinn waren, traten sie mit dem Aufkommen der industriellen Filmproduktion in Europa und insbesondere des Studiosystems in den USA ab den 1910er-Jahren in den Hintergrund. Nur relativ wenige Regisseure waren in der Lage, weiterhin die alleinige künstlerische Hoheit über ihr Werk auszuüben. Ab den 1940er Jahren gab es verschiedene Autorenfilm-Bewegungen, die sich zumeist auf eine theoretische Grundlage bezogen. Als wichtig können hier der Italienische Neorealismus (ab 1943), die Nouvelle Vague (ab 1959), der Neue Deutsche Film (ab 1962), New Hollywood (ab 1967) oder Dogma (ab 1995) genannt werden.

## Anfänge des Kinos bis zum Ende des Stummfilms
Die ersten Filme, die jemals gedreht wurden, waren im Grunde Autorenfilme, da sie nichts als den Willen ihres Urhebers repräsentierten. Die Brüder Skladanowsky drehten – wenn auch ohne erkennbare Dramaturgie eines Drehbuchs – kleine Szenen von turnenden Menschen, die sie am 1. November 1895 im Berliner Varieté „Wintergarten“ vor 1500 Zuschauern präsentierten. Fast zwei Monate später, am 28. Dezember 1895, führten die Gebrüder Lumière ihren ersten Film im Pariser Grand Café auf.
In dieser Pionierzeit des Kinos ging es den Filmemachern vordergründig um den kuriosen Schaueffekt der bewegten Bilder. In der Folgezeit entstanden viele kleine Einakter, die alltägliche Szenen und kleine humoristische Farcen zum Inhalt hatten.
Als einen der ersten Regisseure mit Tendenz zum Autorenfilmer kann man Georges Méliès – den Urvater des fantastischen Films – ansehen. Er betrieb in Paris ein Zaubertheater, besuchte die erste Kinovorführung der Gebrüder Lumière im Pariser Grand Café und erkannte die Möglichkeiten des neuen Mediums (s. Publikationsform). Sogleich begann er, neben seiner Bühnenarbeit mit trickreichen Filmen zu experimentieren, die sich schon bald regen Publikumsinteresses erfreuten. Diese ersten fantastischen Filme von Méliès waren kurze, karikaturistisch übersteigerte Farcen, die sich selbst nicht ernst nahmen, aber umso mehr Faszination und Begeisterung für zukünftige Technologien zeigten. In dem Kurzfilm „Les Rayons Röntgen“ (Die Röntgenstrahlen, Frankreich 1898, 1 min) wird ein Patient vom Arzt geröntgt, worauf sein Skelett sich vom Körper löst und zu Boden fällt. Der erboste Patient beginnt mit dem Arzt zu streiten, bis dieser schließlich explodiert.
1912 gründete Harry Piel die „Kunst-Film-Verlags-Gesellschaft“ und war für die meisten seiner Leinwandabenteuer in Personalunion als Regisseur, Drehbuchautor, Produzent und Darsteller verantwortlich.
Rosa Porten schrieb ab 1911 Drehbücher, führte Regie und stand in ihren Filmen, in denen häufig auch ihre Schwester Henny Porten mitspielte, vor und hinter der Kamera.
Im Zuge der Verbesserungen der Filmtechnik und des Aufkommens einer regelrechten Filmindustrie (Nickelodeons, Filmpaläste, Ateliers) waren sehr bald lange Spielfilme von 60 oder 90 Minuten Länge möglich, die nun nicht mehr von Einzelpersonen produziert werden konnten. Zu den letzten bedeutenden Stummfilmen mit Autorencharakter gehören Fritz Langs Metropolis (1926) und Friedrich Wilhelm Murnaus Nosferatu (1922), ebenso die Filme Charlie Chaplins und Buster Keatons. In den USA wirkte zu dieser Zeit Erich von Stroheim, der Filme wie Blinde Ehemänner (1919), Törichte Frauen (1922), Der Hochzeitsmarsch (1928) oder Queen Kelly (1928) drehte.

## Die 1930er bis 1950er Jahre

### USA

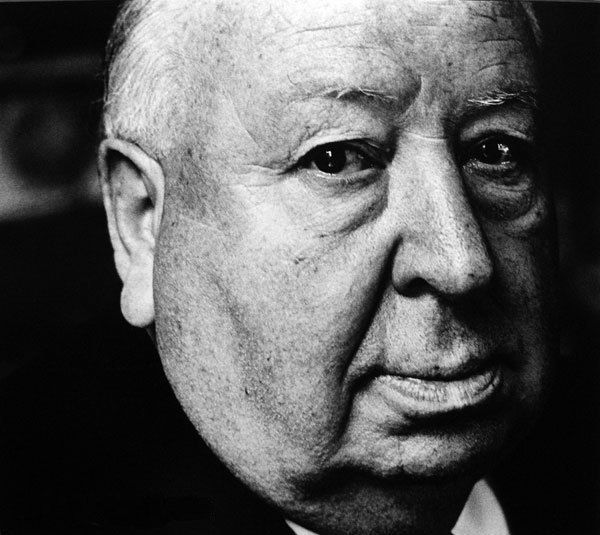
Alfred Hitchcock (fotografiert von Jack Mitchell, ca. 1972)

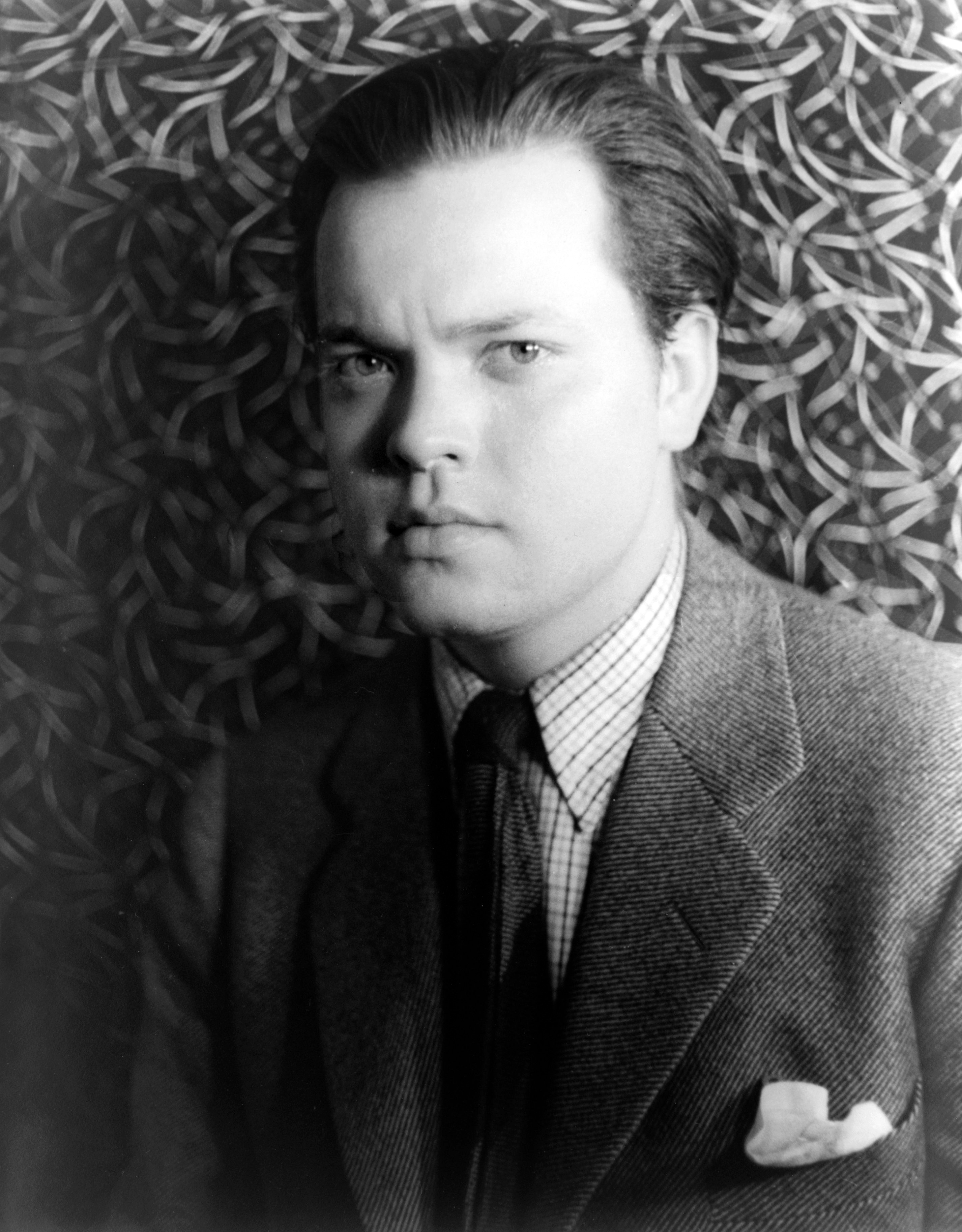
Orson Welles (fotografiert von Carl van Vechten, 1937)

Während der kurzen Zeit des „New Deal“ (1929–1941) – der amerikanischen Wirtschaftsdepression – entstand in den USA ein neues Kino, das sich sozialkritischen und gesellschaftlichen Themen widmete und sehr stark vom französischen kritischen Realismus beeinflusst war (Marcel Carné, Jean Renoir, Julien Duvivier); zum Beispiel John Fords Früchte des Zorns (The Grapes of Wrath) (1940), nach einem Roman von John Steinbeck.
Nach zwei Weltkriegen versank die europäische Filmindustrie in der Bedeutungslosigkeit, während in den USA sehr produktive und auch aggressive Oligopole (Trusts) entstanden, die mittels Studiosystem, Starsystem, Verleihmonopolen und Lizenzen einen Weltmarkt eroberten. Die neuen Produktionsweisen bedeuteten vorübergehend das Aus für den Autorenfilm in seiner ursprünglichen Form. Diese Übermacht der US-amerikanischen Filmindustrie (Hollywood) mit ihren Majors und dem eingeführten Prinzip des Casting-Systems führte zur Entwicklung einer stereotypen Filmsprache, in der sich der Filmautor nicht mehr als primär unabhängiger Künstler sah. Er war nur Drehbuchlieferant eines Filmprojektes und musste den Erfordernissen und Gesetzmäßigkeiten einer filmindustriellen Produktion nachkommen.
Aus dieser Epoche sind in erster Linie immigrierte Filmemacher wie Ernst Lubitsch (Sein oder Nichtsein, 1942), Billy Wilder, Otto Preminger und Alfred Hitchcock aus heutiger Sicht als Autorenfilmer anzusehen. Hitchcock trat schon in den 1930er Jahren in Großbritannien mit Filmen wie Der Mann, der zuviel wusste (1934) oder Die 39 Stufen (1935) als Autor in Erscheinung und drehte später Klassiker wie Das Fenster zum Hof (1954), Vertigo (1958) oder Psycho (1960). Der geborene Amerikaner Orson Welles kann hierbei als singuläre Erscheinung gesehen werden. Zum ersten Mal wurden beim Film Citizen Kane (1941) alle wesentlichen Produktionsschritte dem Autor überlassen: Drehbuch, Regie, Kamera, Schnitt (Final Cut) und sogar die Hauptrolle. Weitere wichtige Filme von Welles waren Der Glanz des Hauses Amberson (1942) und Im Zeichen des Bösen (1958). Aber auch Howard Hawks gilt heute als Autorenfilmer. Er drehte unter anderem Scarface (1932), Blondinen bevorzugt (1953) und Rio Bravo (1959). Ein klassischer Autorenfilmer war auch Richard Brooks, der für seine Filme auch als Regisseur die Drehbücher schrieb und zumeist auch die Produktion übernahm. Brooks adaptierte zumeist literarische Vorlagen, so für Die Saat der Gewalt (1955), Die Katze auf dem heißen Blechdach (1958) und Elmer Gantry (1960).

### Vereinigtes Königreich
In Großbritannien begannen in den 1940er-Jahren Emeric Pressburger und Michael Powell eine lang anhaltende Zusammenarbeit als Drehbuchautoren und Regisseure ihrer eigenen Produktionsgesellschaft The Archers (Leben und Sterben des Colonel Blimp (1943), Die roten Schuhe (1948))

### Italien
Bedeutende Filmautoren des italienischen Neorealismus waren Federico Fellini (La Strada (1954)), Roberto Rossellini (Rom, offene Stadt (1944)) und Vittorio de Sica (Fahrraddiebe (1948)).

### Frankreich
Erst in der nächsten großen Epoche des Autorenfilms, der Nouvelle Vague („Neue Welle“) aus Frankreich, die wiederum sehr stark vom Film noir und den Filmen Alfred Hitchcocks beeinflusst war, gewann der Autorenfilmer seinen künstlerischen Stellenwert wieder zurück. Alfred Hitchcock wurde hier vor allem von François Truffaut und Claude Chabrol als Vorbild betrachtet, obwohl viele seiner Drehbücher Adaptionen literarischer Vorlagen waren. Doch er entwickelte eine eigene Filmsprache, über die er persönliche Anliegen formulierte, und trat als Starregisseur in den Vordergrund. Truffaut tat in der Folge viel für die Anerkennung des „auteurs“ als Künstler, der seine persönliche Intention in die Filme einschreibt (siehe Auteur-Theorie). Die Nouvelle Vague des französischen Films der 50er und 60er Jahre glänzte mit bedeutenden Filmemachern wie eben François Truffaut (Sie küssten und sie schlugen ihn (1959), Jules und Jim (1961), Geraubte Küsse (1968), Die amerikanische Nacht (1972)), Jean-Luc Godard, Claude Chabrol, Jacques Rivette, Éric Rohmer, Jean Renoir (Das Verbrechen des Monsieur Lange (1935)) und dem Spanier Luis Buñuel, der wie Louis Malle aber nicht direkt zur Nouvelle Vague zu zählen war. Der französische Filmemacher Jacques Tati, der lang vor der Nouvelle Vague alle Eigenschaften eines Autorenfilmers hatte (z. B. Die Ferien des Herrn Hulot (1953)), fand kaum Beachtung bei den jungen Filmkritikern und späteren Autorenfilmern.
Vorbild der Nouvelle Vague war neben Alfred Hitchcock und anderen Regisseuren auch der billig und schnell gedrehte Film noir (B-Film). Der Begriff „Film Noir“ wurde von den jungen Filmkritikern der Zeitschrift Cahiers du cinéma, die später die Nouvelle Vague begründeten, geprägt. Anfangs verfolgte die Nouvelle Vague auch das Ziel, eine neue Filmsprache, unter anderem in Fortentwicklung der Hitchcock’schen Filmsprache, zu finden. Der Film sollte „im Kopf“ des Zuschauers entstehen. Jeder Zuschauer sollte also seinen eigenen Film sehen können.
Die Gruppe Rive Gauche um Marguerite Duras und Alain Resnais (Hiroshima, mon amour) setzte aber wesentlich konsequenter auf neue, auf eigener Theorie beruhende filmsprachliche Mittel. Als Auftakt der Nouvelle Vague gilt der Film „Fahrstuhl zum Schafott“ von Louis Malle, ein klassischer Film Noir.
Jean-Luc Godards Erstlings-Erfolg Außer Atem („À bout de souffle“), nach einer Geschichte von Truffaut, war eine mit vielen persönlichen Details angereicherte Persiflage des Film Noir. Da der Film in der ersten Fassung zu lang war, erfand Godard den Jump Cut als neues filmisches Mittel. Während Godards Filme immer persönlicher und fragmentarischer wurden, kehrten Chabrol und Truffaut bald zur klassischen Erzählweise zurück, worüber die Gruppe zerbrach. 1968 kamen sie noch einmal zusammen, um das Filmfestival von Cannes zu sprengen, da Henri Langlois, der Leiter der Cinémathèque française, dem sie unendlich viel zu verdanken hatten, im Zuge der politischen 68er Auseinandersetzungen entlassen werden sollte. Henri Langlois hatte den jungen Filmkritikern ermöglicht, zahlreiche Filme zu sehen, darunter alle Filmklassiker.

## Die 1960er und 1970er Jahre
Mitte der 1960er Jahre entwickelte sich ein neues „unabhängiges Kino“ in den USA – New Hollywood – welches gegen den Kitsch rebellierte und einen neuen Realismus einforderte. Autorenfilmer wie Arthur Penn, Dennis Hopper, Mike Nichols, Robert Altman und John Cassavetes können als Exponenten dieser Zeit gelten.
Woody Allen wirkte seit Mitte der 1960er Jahre als Autor seiner Filme. Er war schon früh von der Nouvelle Vague beeinflusst und von Ingmar Bergmans Filmen begeistert. Der Präsident von United Artists und späterer Mitbegründer der Orion Pictures Corporation Arthur Krim ermöglichte Allen vollständige künstlerische Freiheit. Nur wenige Filme Allens waren auch kommerzielle Erfolge – zu diesen Ausnahmen zählen zum Beispiel Der Stadtneurotiker, Manhattan und Hannah und ihre Schwestern.
Neben Woody Allen galt auch Stanley Kubrick als Autorenfilmer. Nach Abschluss seiner Arbeit von Spartacus war Kubrick mit dem Ergebnis nicht zufrieden und drehte nur noch Filme, bei denen er die volle Kontrolle über die Produktion hatte. Seine Werke waren dabei regelmäßig von großem kommerziellem Erfolg geprägt und erlangten aus visionärer Sicht eine sehr hohe Bedeutung. Als Beispiele sind Dr. Seltsam oder: Wie ich lernte, die Bombe zu lieben, 2001: Odyssee im Weltraum und Uhrwerk Orange zu nennen.
Durch den „Neuen deutschen Film“ wurde vor allem der Filmemacher und Autor Alexander Kluge bekannt. Als Gegenentwurf zum gefälligen deutschen Kino der Wirtschaftswunderjahre fanden sich 26 Filmautoren, die das so genannte „Oberhausener Manifest“ formulierten und damit eine fruchtbare Zeit für den deutschen Autorenfilm einleiteten. Bedeutende Vertreter des Neuen deutschen Films sind Volker Schlöndorff (Die Blechtrommel 1979), Alexander Kluge (Abschied von gestern, 1966), Rainer Werner Fassbinder (Liebe ist kälter als der Tod, 1969, Angst essen Seele auf, 1973) und Werner Herzog (Aguirre, der Zorn Gottes, 1972).
Auch in der DDR gab es Autorenfilme. Trotz der politischen Zwänge und Einschränkungen entstanden Filme wie Die Legende von Paul und Paula (1973) oder Coming Out (1989) von Heiner Carow sowie Spur der Steine (1966) von Frank Beyer.

## Seit den 1980er Jahren

### USA
In Hollywood gibt es trotz enormer Produktionsdichte kaum noch Autorenfilmer. Gerade die sogenannten Blockbuster sind von Auftragsarbeiten der Filmstudios geprägt. Als Autorenfilmer werden Woody Allen, James Cameron, Quentin Tarantino, Michael Mann, Paul Thomas Anderson, Christopher Nolan, Rian Johnson und Jordan Peele genannt, welche sogar im Blockbusterbereich aktiv sind.

### Europa
Rege Aktivitäten des Autorenkinos können derzeit in einigen europäischen Ländern beobachtet werden: in Spanien mit seinen Starfilmemachern Pedro Almodóvar und Alejandro Amenábar, in Frankreich mit Gaspar Noé sowie in Deutschland mit Tom Tykwer und Oskar Roehler.
Explizit gegen das Autorenkonzept im Film wendet sich die von dänischen Filmemachern gegründete programmatische Gruppe Dogma 95: „Das Autorenkonzept war von Anfang an bürgerliche Romantik und damit ... falsch!“

### Geschichte
- Helmut Diederichs: The Origins of the Autorenfilm / Le origini dell'Autorenfilm. In: Paolo Cherchi Usai, Lorenzo Codelli (Hrsg.): Prima di Caligari: cinema tedesco, 1895–1920 = Before Caligari: German Cinema, 1895-1920. Edizioni Biblioteca dell'immagine, Pordenone 1990, S. 380–401.
- Leonardo Quaresima: Dichter, heraus! The Autorenfilm and German Cinema of the 1910s. In: Griffithiana. Nr. 38/39, 1990, ISSN 0393-3857, S. 101–120.
- Deniz Göktürk: Atlantis oder: Vom Sinken der Kultur. Die Nobilitierung des frühen Kinos im Autorenfilm. In: Manfred Behn (Hrsg.): Schwarzer Traum und weiße Sklavin. Deutsch-dänische Filmbeziehungen 1910–1930. Ed. Text und Kritik, München 1994, ISBN 3-88377-483-9, S. 73–86.
- Hermann Kappelhoff: Der möblierte Mensch. G. W. Pabst und die Utopie der Sachlichkeit. Ein poetologischer Versuch zum Weimarer Autorenkino. Vorwerk 8, Berlin 1995, ISBN 3-930916-02-9 (Zugl.: Berlin, Freie Univ., Diss., 1993).
- Gustav Ernst (Hrsg.): Autorenfilm – Filmautoren. Wespennest, Wien 1996, ISBN 3-85458-513-6.
- Corinna Müller: Das andere Kino? Autorenfilme in der Vorkriegsära. In: Corinna Müller und Harro Segeberg (Hrsg.): Die Modellierung des Kinofilms. Zur Geschichte des Kinoprogramms zwischen Kurzfilm und Langfilm 1905/06–1918. Fink, München 1998, ISBN 3-7705-3244-9, S. 153–192.
- Marcus Stiglegger (Hrsg.): Splitter im Gewebe. Filmemacher zwischen Autorenfilm und Mainstreamkino. Bender, Mainz 2000, ISBN 3-9806528-2-3.

### Allgemeines
- Jan Distelmeyer: Autor macht Geschichte. Oliver Stone, seine Filme und die Werkgeschichtsschreibung. Ed. Text und Kritik, München 2005, ISBN 3-88377-796-X (Teilw. zugl.: Hamburg, Univ., Diss., 2002).
- William Goldman: Adventures in the screen trade: a personal view of Hollywood and screenwriting. Warner, New York 1983, ISBN 0-446-51273-7, Kapitel „Auteurs“, S. 100 ff.
- Werner Kamp: Autorkonzepte und Filminterpretation. Lang, Frankfurt a. M. 1996, ISBN 3-631-30280-0 (Zugl.: Aachen, Techn. Hochsch., Diss., 1995).